# Châteauneuf-Val-Saint-Donat
Châteauneuf-Val-Saint-Donat è un comune francese di 527 abitanti situato nel dipartimento delle Alpi dell'Alta Provenza della regione della Provenza-Alpi-Costa Azzurra.

## Società

### Evoluzione demografica
Abitanti censiti